# Kazimierz Szwajcowski
Kazimierz Szwajcowski (ur. 6 stycznia 1951 w Sosnowcu) – polski policjant, w latach 2008–2012 zastępca Komendanta Głównego Policji.

## Życiorys
Ukończył studia na Politechnice Śląskiej w Gliwicach i Akademię FBI Quantico (USA). W Policji (wcześniej: Milicji) pracuje od 1976.
Przebieg służby na stanowiskach kierowniczych: 
- kierownik sekcji wydziału dw. z przestępczością gospodarczą KWMO w Katowicach,
- sekcja ds. zabójstw wydziału kryminalnego KWP w Katowicach,
- naczelnik wydziału dw. z przestępczością zorganizowaną KWP w Katowicach,
- naczelnik wydziału X biura dw. z przestępczością zorganizowaną KGP,
- zastępca dyrektora zarządu II Centralnego Biura Śledczego KGP w Katowicach,
- dyrektor Centralnego Biura Śledczego Komendy Głównej Policji w Warszawie,
- komendant wojewódzki Policji w Katowicach,
- komendant-rektor Wyższej Szkoły Policji w Szczytnie,
- 17.03.2008 – 16.01.2012 – zastępca komendanta głównego Policji.